# خاکسپاری کنت ارگاز
خاکسپاری کنت ارگاز (به انگلیسی: The Burial of the Count of Orgaz) عموماً مهم‌ترین اثر ال گرکو، نقاش اسپانیایی، تلقی می‌شود که در سال ۱۵۸۶ کشیده شده‌است. این اثر را عموماً جزو بهترین کارهای ال گرکو تلقی می‌کنند که سبک کمال یافته نقاش را به خوبی بازمی‌نمایاند. این نقاشی، یکی از افسانه‌های محلی محبوب در آن زمان را به تصویر می‌کشد. نقاشی به وضوح به دو قسمت تقسیم شده است: در بالا بعد ملکوتی و در پایین جهان مادی. با این وجود به دلیل نوع ترکیب بندی و شیوه اجرا، اثر یکپارچگی تصویری خود را حفظ کرده است.

## موضوع
موضوع نقاشی برگرفته از یکی افسانه‌های سال‌های آغازین قرن ۱۴ است. در سال ۱۳۱۲، فردی به نام دون گونزالو روئیز، ساکن تولدو، و متولی شهر ارگاز، در گذشت. کنت ارگاز فردی پارسا بود که پس از مرگش مقدار زیادی پول برای گسترش و زیباسازی کلیسای سانتو تومه بر جای گذاشت. بر طبق افسانه، هنگام تدفین او سنت استفان و سنت آگوستین در هیئت انسانی از بهشت نزول کردند و کنت ارگاز را در پیش چشمان شگفت زده حاضران به خاک سپردند.

## دربارهٔ تابلو
مرگ، از نگر ال گرکو، نزول به آرامش آغازین است. صحنه تدفین نیز چنین نزولی است: هم‌گرایی آهنگین منحنی‌های آرام و متحدالمرکزی که همه به عمیق‌ترین و آخرین منحنی ختم می‌شوند؛ پیکر بی جان، در نهایت آرامش، و پوشیده در زره درخشان.
چهره مردی که از بالای سر استفان قدیس به ما می‌نگرد، از نظر بعضی نویسندگان، پرتره خود نقاش است.
ال گرکو، از طریق فرم، جوهر آنچه را که بازنمایی‌اش کرده بود، تغییر داد. شیوه پرداخت و در هم پیچیدگی ژست فیگورها، بر زیبایی آن جهانی تأکید می‌کنند؛ تنالیته‌های سرد اما در عین حال پرشور و درخشان رنگ‌ها، نشانگر حضور فیگورها در بعد دیگری از هستی است. از نظر ال گرکو اگر ضرورتی برای یافتن زبان بصری جدیدی وجود داشت، می‌بایست که به دور از بازنمایی صرفاً واقع‌گرایانه باشد؛ ورای بازنمایی صرف باشد؛ چرا که برای نشان دادن جهانی که از نور ساخته شده، عناصر مادی کفایت نمی‌کردند.
تدفین کنت ارگاز، به عنوان اولین اثر کاملاً شخصی ال گرکو شناخته می‌شود. دیگر خبری از ارجاع به موتیف‌ها و عناصر سبک ونیزی یا رمی نیست. نقاش موفق شده است هر گونه توصیف و ادراکی از فضا را از نقاشی حذف کند: در تابلو هیچ اثری از زمین، افق، آسمان و پرسپکتیو نیست.